# 聖母マリア墳墓教会

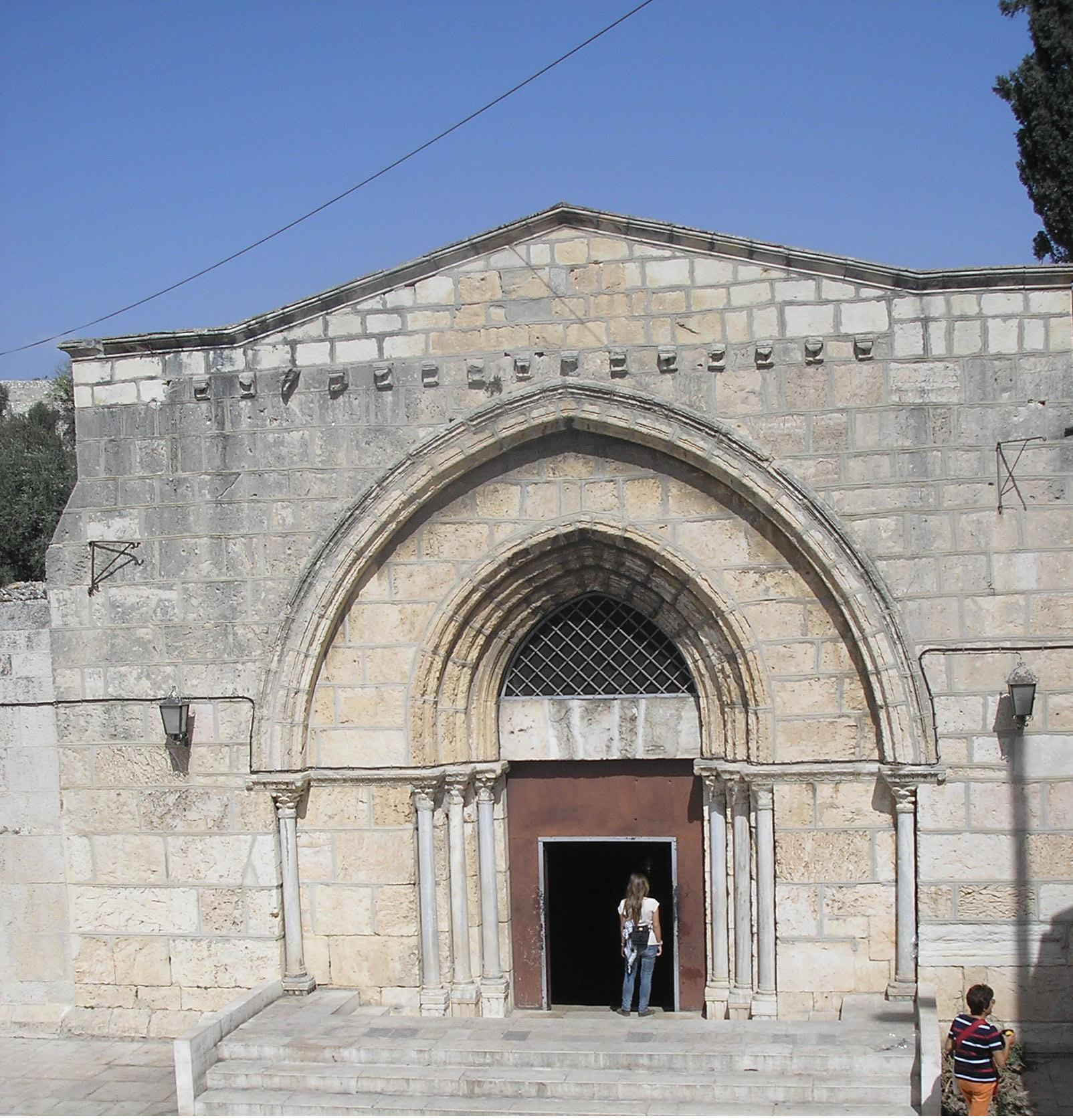
12世紀に作られた聖母マリアの墓の正面

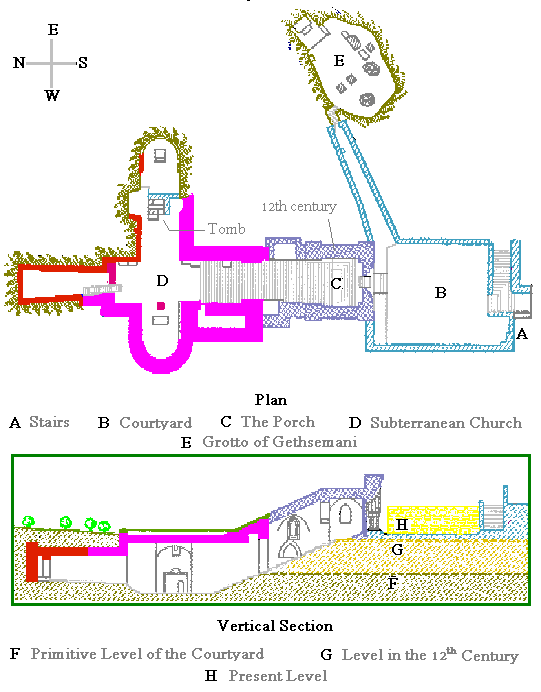
平面図と垂直断面図

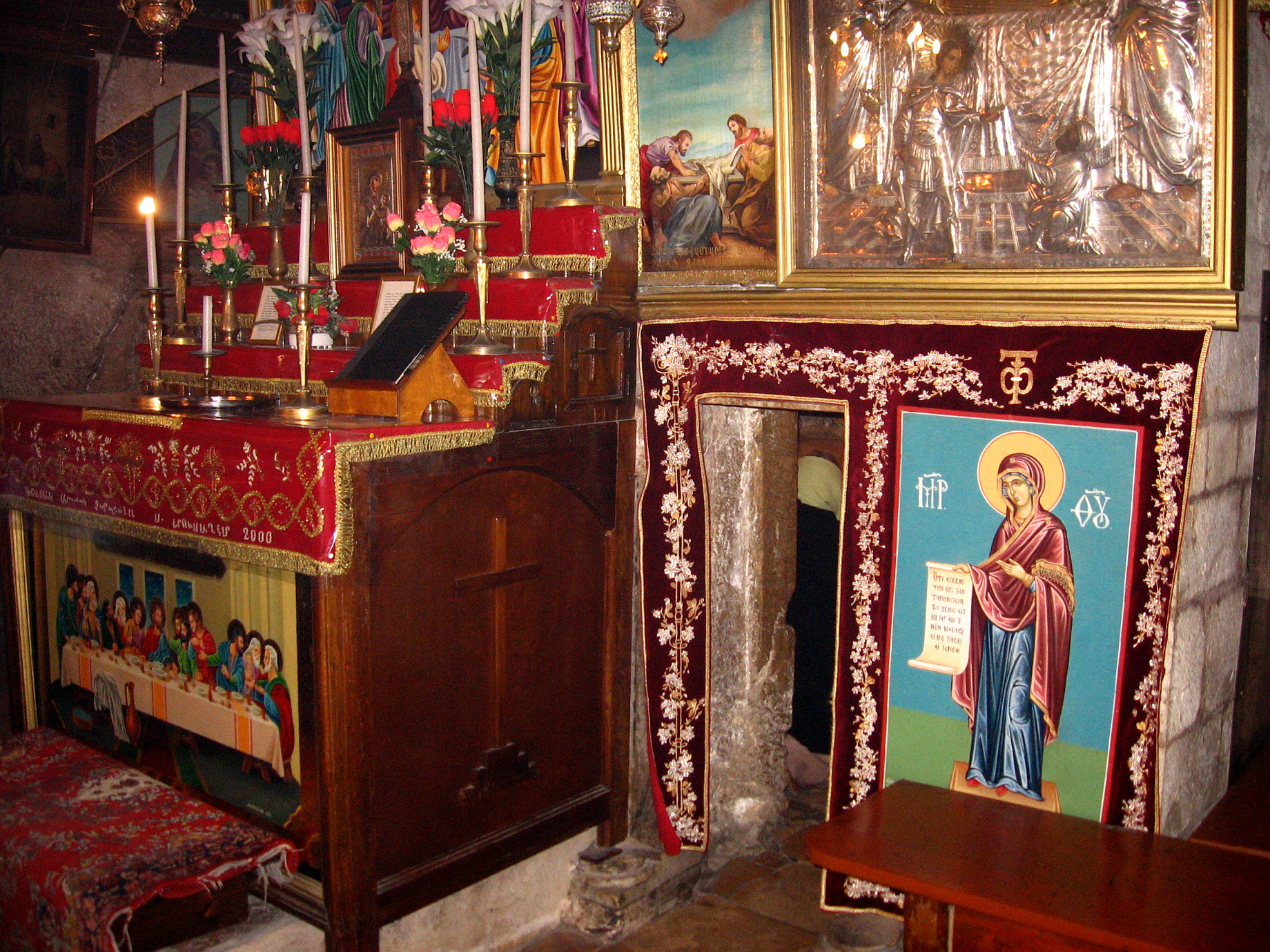
岩を削り作られた聖母マリアの墓、墓の玄関、イコンに覆われた前面（地下聖堂の東部後陣）

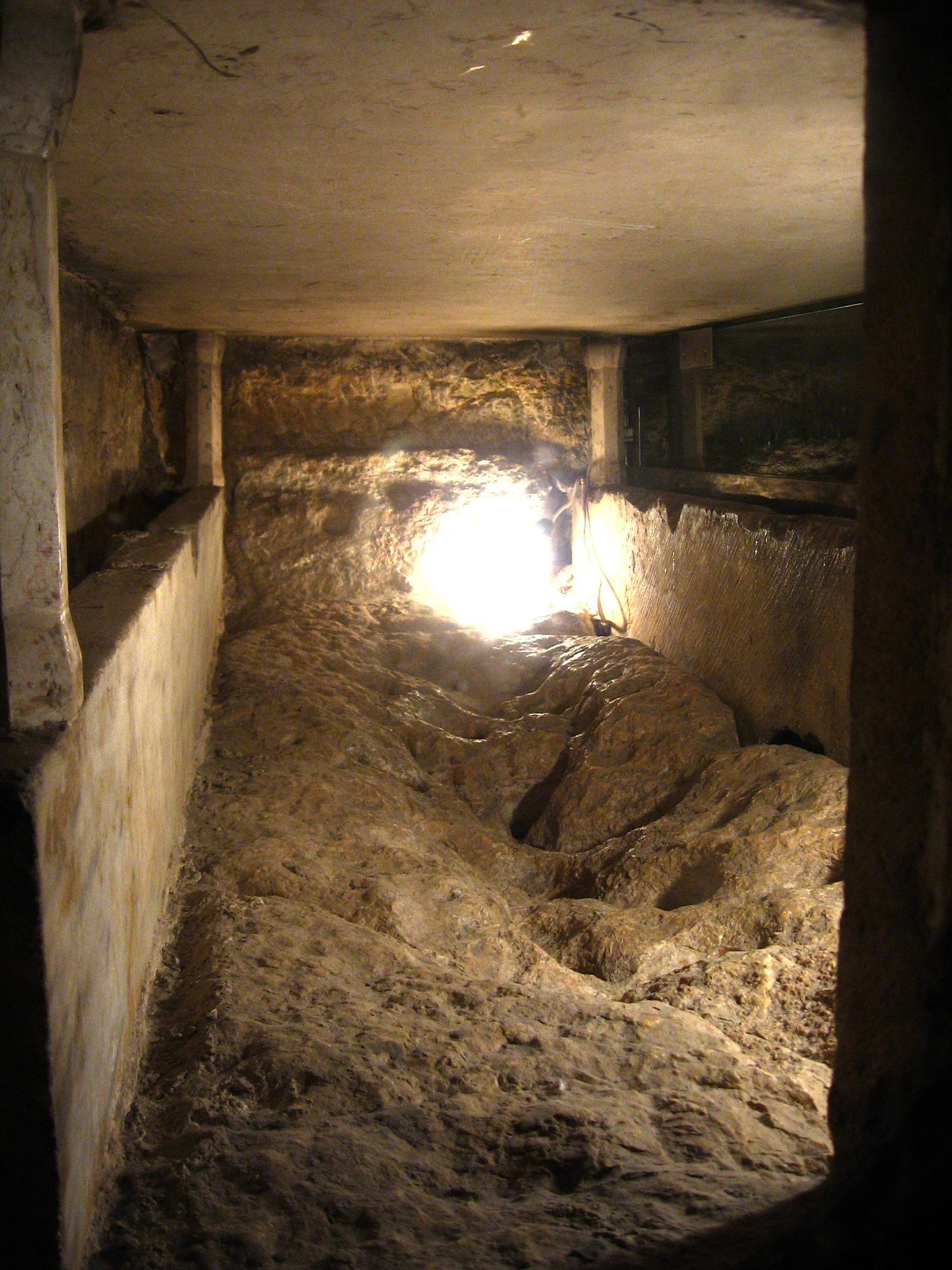
聖母マリアの遺体の上にある石のベンチは展示されており、現在はガラス越しに見ることが可能。

聖母マリア墳墓教会（せいぼマリアふんぼきょうかい）、別名聖母マリアの墓はエルサレムのオリーブ山の麓のケデロンの谷にあるキリスト教徒の墓のことであり、東方教会教徒らによって、イエスの母マリアが埋葬された場所であると信仰されている。1757年の宗教間の合意により、聖地の「現状維持」原則がここに適用されている。

## 歴史
東方教会の聖伝によると、聖母マリアは人間と同じように自然死（生神女就寝祭では「眠りに落ちる」と伝えている）した。そして聖母マリアの魂は死の際にキリストによって受け取られ、新約聖書に登場する死者の復活の通り、マリアが安息した後、彼女の魂とその肉体は天に召された。天国に召されてから3日目の日に彼女の肉体は蘇った。教義によると、安息から3日目の日に彼女の墓は空の状態で発見された、と伝えられている。　　
カトリック教会の教義ではマリアは現世の肉体のまま天国に上げられた （聖母の被昇天）と唱えている。しかし、聖母マリアが肉体的な死を経験したかどうかはカトリック教会の中で議論が続いている。 
Euthymiaca Historia (おそらく5世紀にスキトポリスのキリロスによって書かれたとされる)として知られる物語の中では、カルケドン公会議に出席している間に、どのように皇帝マルキアヌスとその妻プルケリアがユウェナリス（エルサレム総主教庁）が聖母マリアの聖遺骨を要求したかを述べている。 その物語によれば、ユウェナリスは聖母マリアの埋葬の三日後、墓が空であることがわかり、遺体を包んでいた白布のみがゲッセマネの教会に保存されていた。452年に白布はコンスタンティノープルに送られ、白布はコンスタンティノープルのブラケルナエの聖母マリア教会に置かれた。
ほかの伝説では、その白布は墓の前に残された聖母マリアの帯または昇天の際の落とし物だったとされている。

## 考古学
1972年にフランシスコ会の修道士の考古学者ベラルミーノ・バガッティは遺跡現場を発掘し、一世紀までの古代の墓地の証拠を発見した。彼の発見はまだ、コミュニティ考古学全体による査読の題材となっておらず、彼の年代測定の有用性は完全には評価されていない。
バガッティはその墓地の初期構造は三つの空間（実際の墓は全複合体の内部空間）から構成されていると解釈した。これは当時の慣習に従って判断された。のちに、地元のキリスト教徒が聖母マリアのものだと考えている墓は、墓の周りの岩の表面を削ることにより、他の墓地から分離された。エディクラはマリアの墓の上に建てられた。
五世紀の時代に八角上の足場の上に作られた小さな上部教会はエルサレム総主教（マルキアヌスの時代）によって建築された。この建物は614年にペルシア人によって破壊された。その後、この教会は数世紀にわたって何度も破壊され、再建された。しかし、 ムスリムにとっては預言者イーサー(イエス)の母親が埋葬された場所であるため、この教会の埋葬用の地下室は触れられることなく残った。1130年に十字軍によってこの教会は再建された。さらに彼らはベネディクト修道院、つまりケデロンの谷の聖母マリア教会も建設した。この教会はしばしばヨサファットの聖母マリアの聖堂とも言われる。 修道院の複合施設には初期のゴシック様式、赤緑色のフレスコ画、防衛のための三本の塔が含まれていた。 階段と玄関も十字軍の教会の一部であった。この教会はサラーフッディーンにより1187年に破壊された。しかし、聖堂の地下室はいまだに尊敬されていた。残されたのは南側の玄関と階段であった。上部教会の石造建築部はエルサレムの壁を建設するために使われた。14世紀後半にフランシスコ会の修道士たちはもう一度教会を再建した。1757年の聖枝祭にギリシア正教会の聖職者たちはこの教会を含む聖地の強制排除を始め、フランシスコ会の修道院たちを追放した。オスマン帝国は裁判においてこの聖地の「現状維持」原則を指示した。それ以来、マリアの墓は正教会のエルサレム総主教庁とエルサレムのアルメニア使徒教会が所有権を持っている。 一方でゲッセマネの小洞窟はフランシスコ会が所有している。

## 教会
南側の壁がある中庭に先行して、12世紀に造られた広い地下階段から入ることができる地下の岩石洞窟の中に墓を守るような十字架状の教会が発掘された。階段(向かって東)の右側にはマリアの両親のヨアキムとアンナの礼拝堂が置かれている。当初、この礼拝堂はエルサレムの女王のボードゥアン2世の娘であるエルサレム女王メリザンドの墓を収容するために建てられた。ギリシア正教会によって彼女の石棺は撤去された。左の階段(向かって西)にはマリアの夫の聖ヨセフの礼拝堂がある。当初、この礼拝堂は ボードゥアン2世の他の二人の親戚の女性の墓として建てられた。
教会の東側にはマリアの墓の礼拝堂が置かれている。ギリシア人とアルメニア人の祭壇も東のアプス（後陣）を占めている。墓の南のニッチは、メッカの方角を指し示しているミフラーブが置かれている。これはムスリムが教会に対して共同所有権を持っていた時に設置された。現在ではもうイスラム教徒はこの場所の所有権を持っていない。西側にはシリア正教会の祭壇が置かれている。
エルサレムのアルメニア使徒教会のアルメニア総主教庁とエルサレムのギリシャ正教会が聖堂を所有している。シリア正教会とコプト教会とエチオピア正教会も若干の権利を所有している。

## 真実性
400年代のサラミスのエピファニオスによって最初に言及された伝説の中では、マリアは人生最後の年をエフェソスで過ごしたという。エペソ人への手紙は、エフェソスにヨハネが駐在していたのと、イエスの死後マリアを世話するようにという話をイエスからヨハネへの指示に由来するものとして記載している。しかしエピファニオスは聖書はヨハネがアジアへ去ったことを言及しているが、マリアがそれに伴ったという言及は聖書の中に見られないことを指摘した。正教会の伝説では、聖母マリアは、現在聖母マリアの家として知られている、エフェソスの近くの場所に住んでいたとされる。聖母マリアの家はカトリック教徒とムスリムによって大切にされている。しかし、数年の間しか滞在していないといわれている。この教えは教父の書物に基づいている。
新約聖書にはマリアの末期または彼女の墓についての情報は存在せず、そして多くのキリスト教徒が初期の外典の存在を信じていないが、いくつかの外典福音書は聖母マリアの死（又その他の運命）という考えを支持している。1世紀ないし3世紀、または4世紀ないし7世紀に書かれた『聖母マリアの逝去についての論』についての学術論文では彼女の墓はゲッセマネに位置しているとされる。
およそ西暦395年に書かれた『エルサレム抄』というタイトルの短いテキストはマリアの墓を含む谷にある聖マリア聖堂について言及している。のちにサラミスのエピファニオス、トゥールのグレゴリウス、セビリアのイシドールス、モデスタス、エルサレムのソフロニオス、コンスタンティノープル総主教ゲルマノス一世、 クリトのアンドレイ、ダマスコのイオアンは墓がエルサレムにあるということについて話した。こうした証言から、この伝説が東西のすべてのキリスト教徒によって受け入れられていることがわかる。

## 他の主張
トルクメン人のケレイトは、ネストリウス派における、聖母マリアのもう一つの墓は、元はマリという名前であったトルクメニスタンの町のマルにあるという伝説を信じている。他にもイエスと聖母マリアはキリストの磔刑を生き延びた後、インドに旅に出て、彼らはそこで生涯を終えたという主張もある。 これらの主張の信憑性は学問的に確立されておらず、学術研究者、聖座による教会法上の支持、その他いかなるしかるべき機関からも評価されていない。
もう一つの伝説では、イラク北部のニネヴェのキリスト教徒の間で、マリアの墓はアルビールの近くに位置しているため、モスルにあるかつての光のモスクの傾きの方角の場所と関連がある、と言い伝えている。

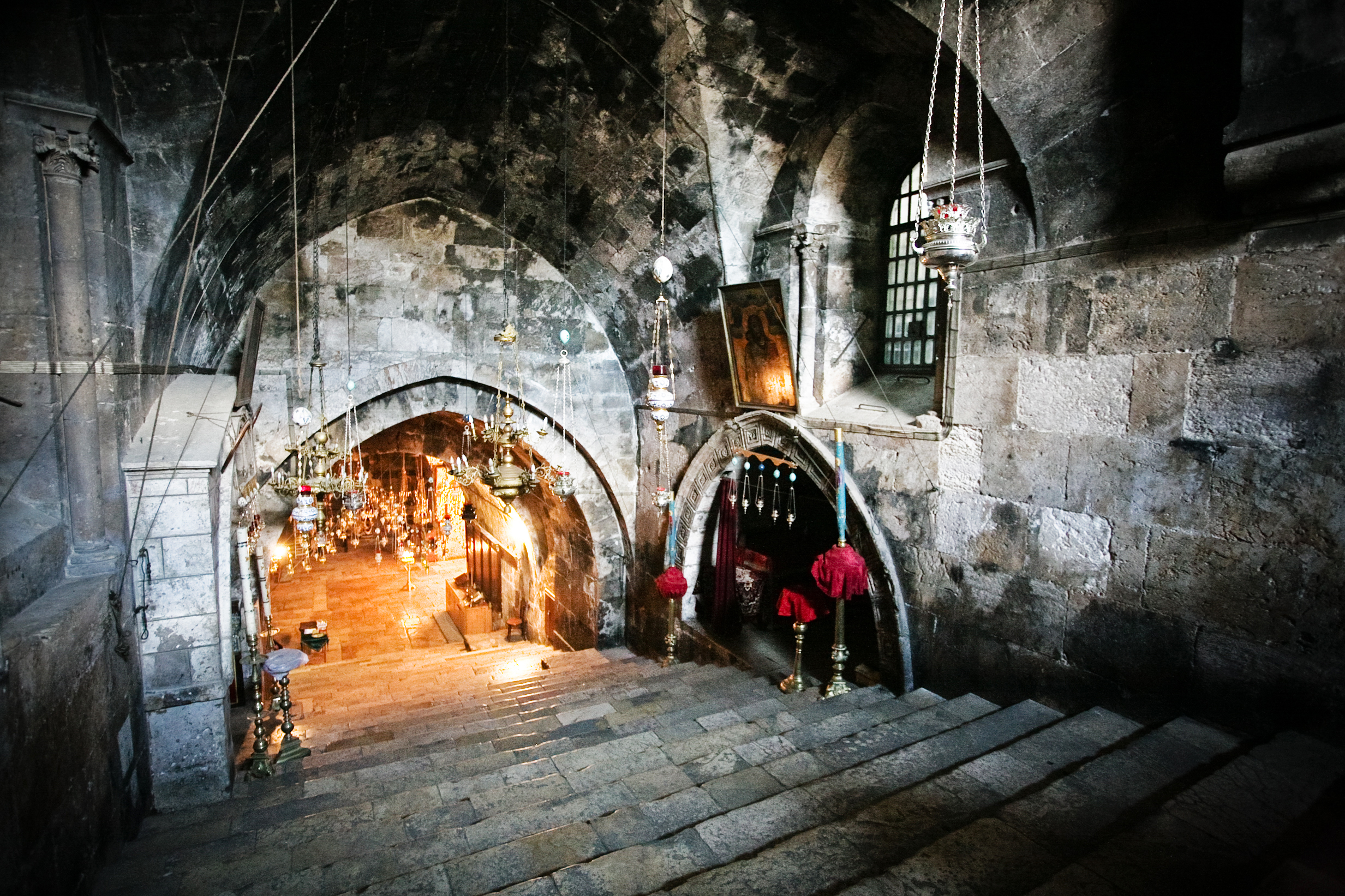
墓のある霊廟につながる階段。入り口から47段ある。
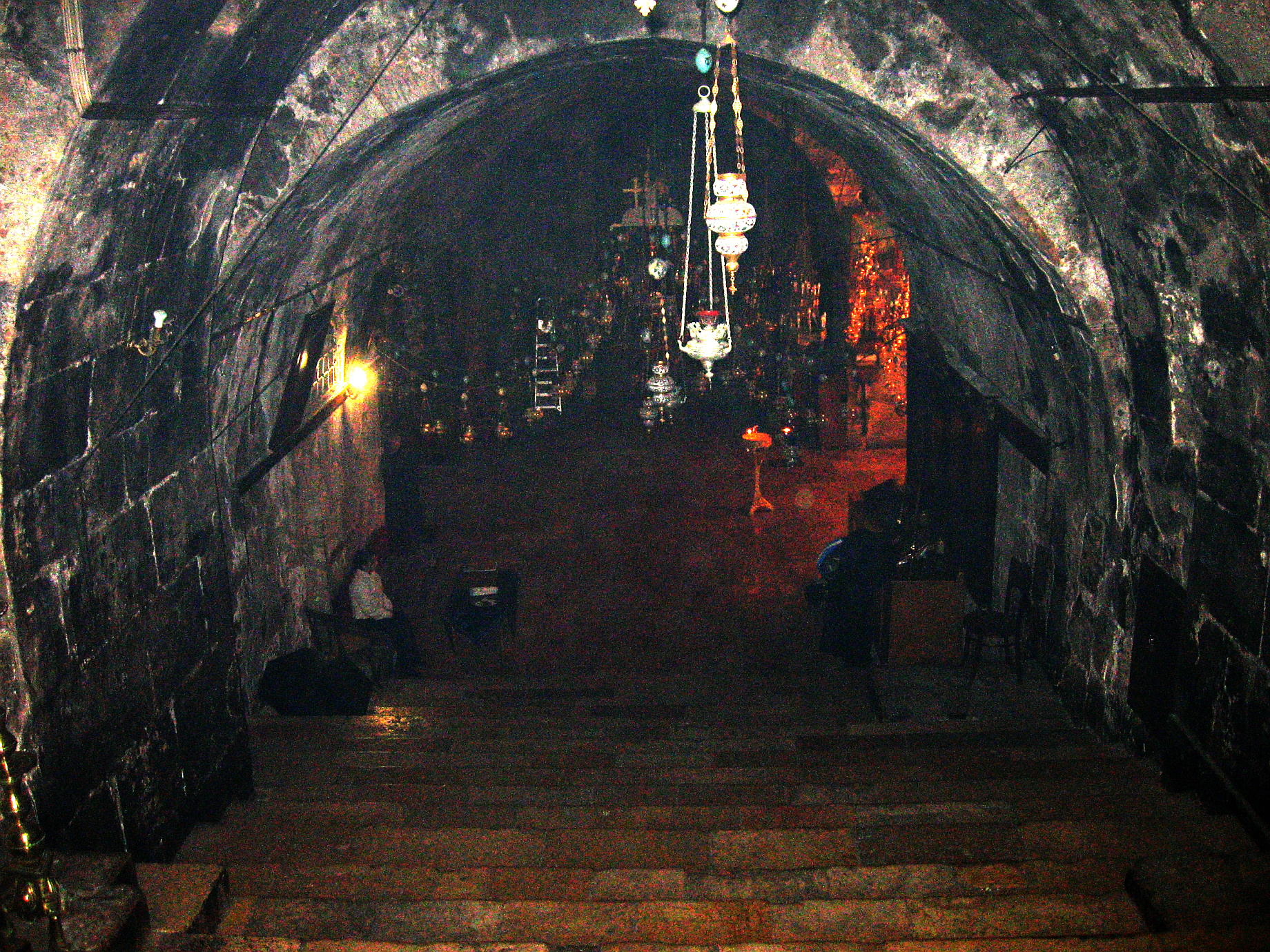
入り口の階段の下層部
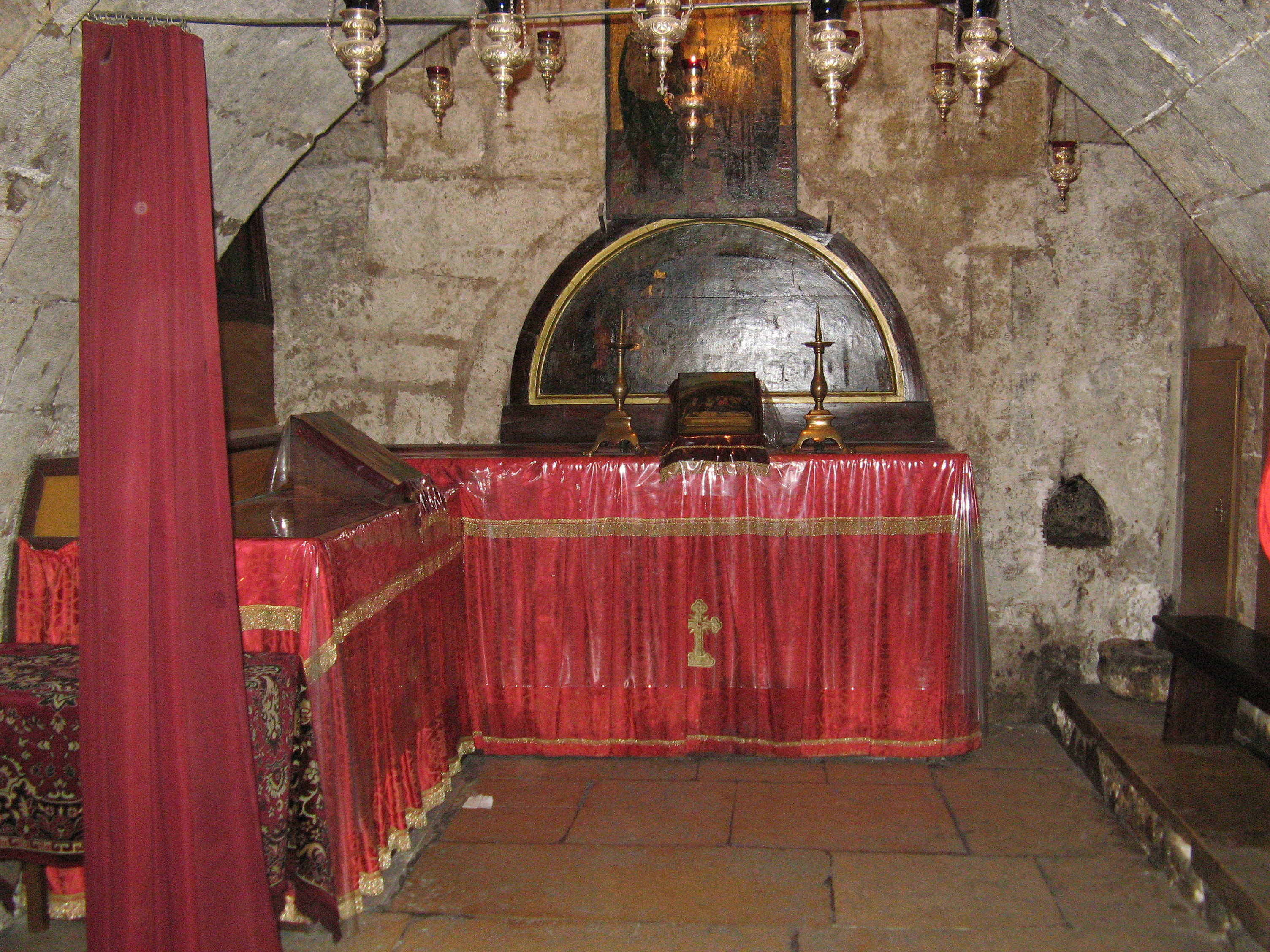
聖ヨアキムと聖アンナの礼拝堂。もとはエルサレム女王メリザンドの墓所だった。
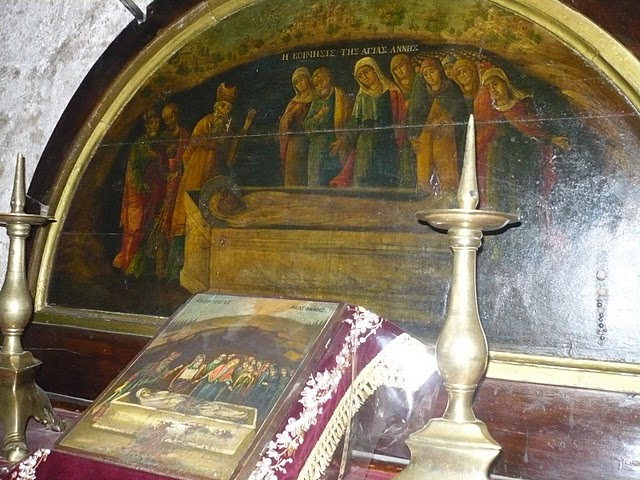
聖ヨアキムと聖アンナのイコン。
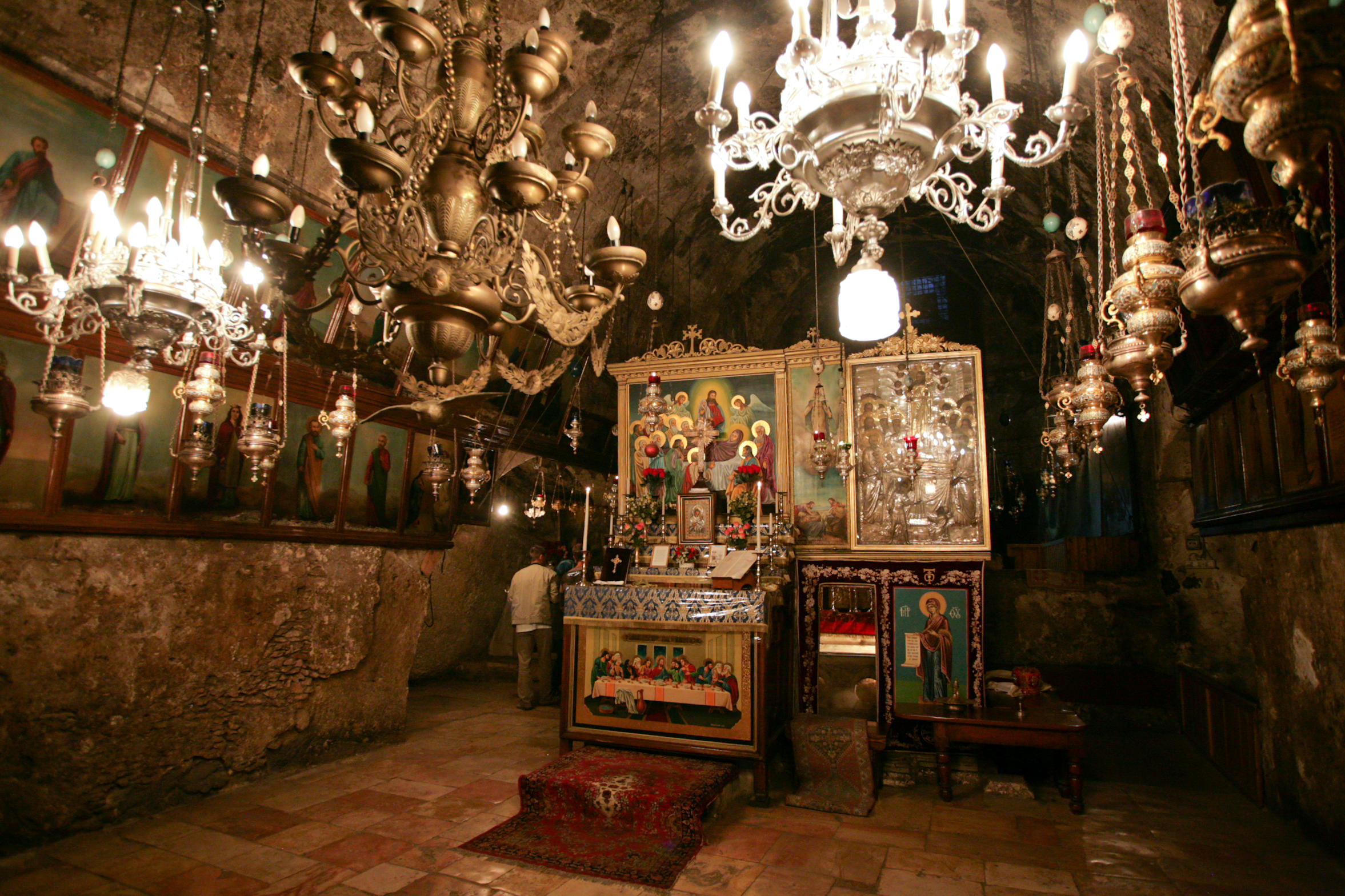
聖母マリアの墓。ファサードはイコンで覆われ、入り口の扉がある。
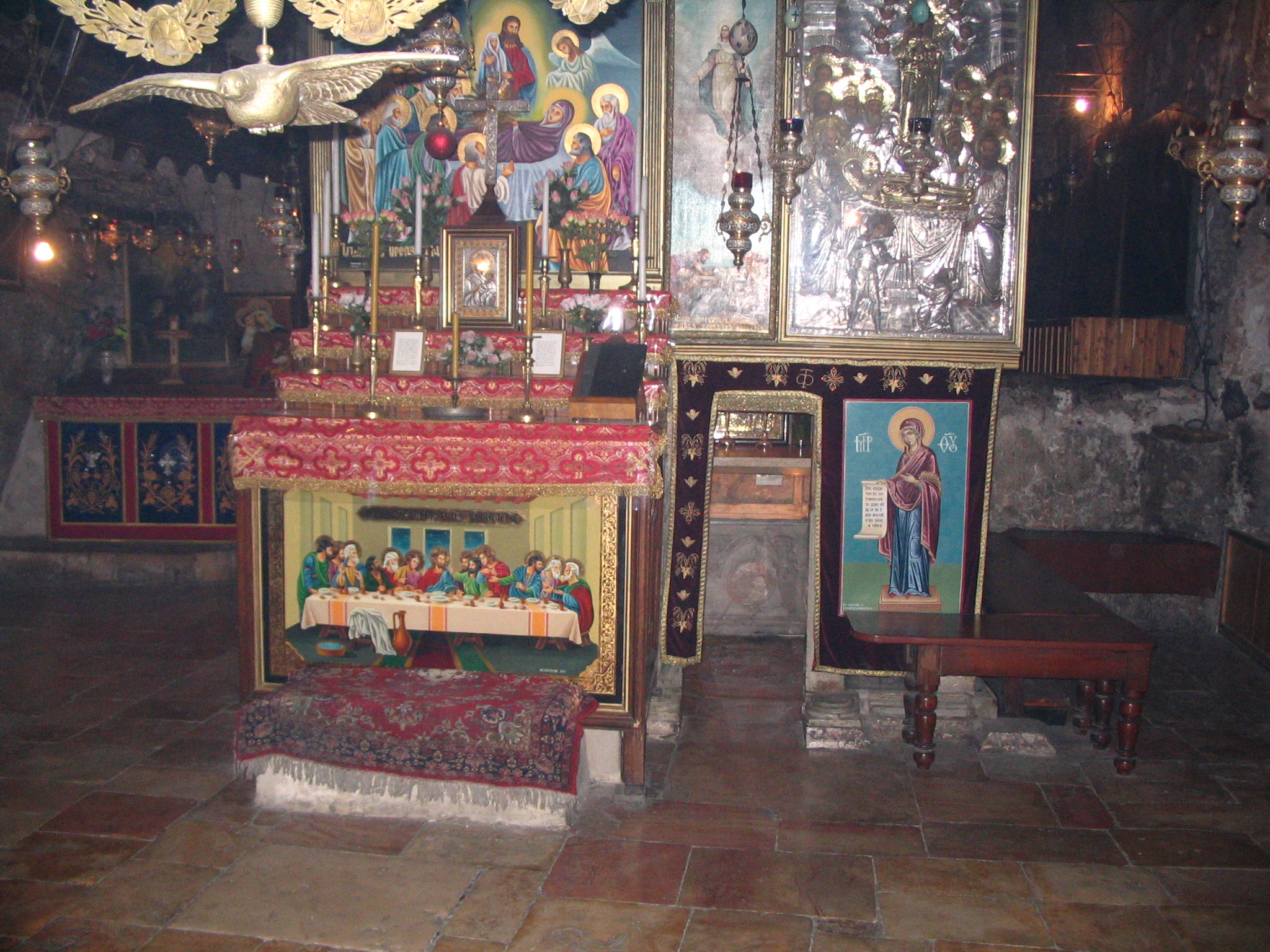
聖母マリアの墓。
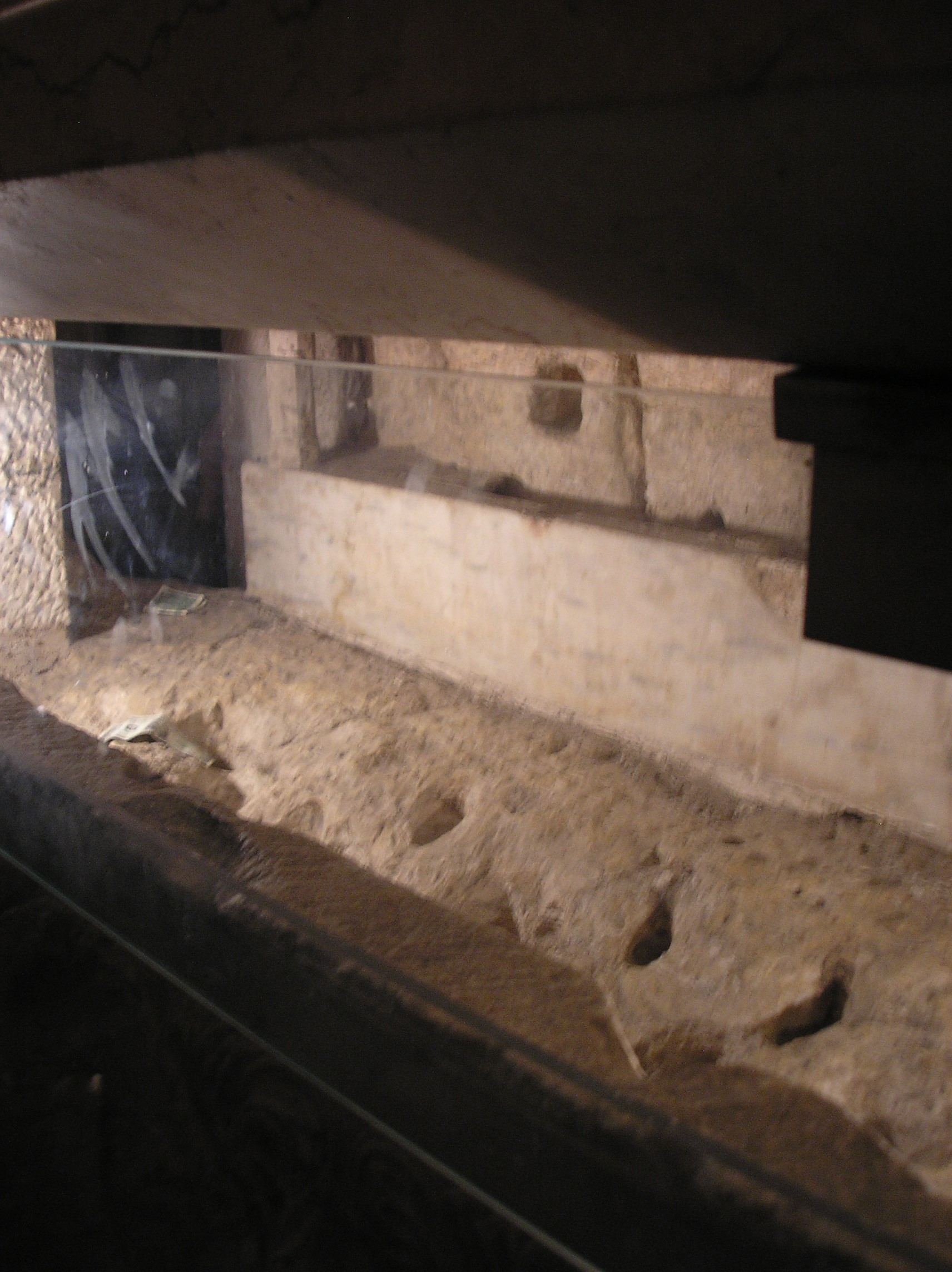
聖母マリアの墓の内部。マリアの体があったとされる石のベンチ。
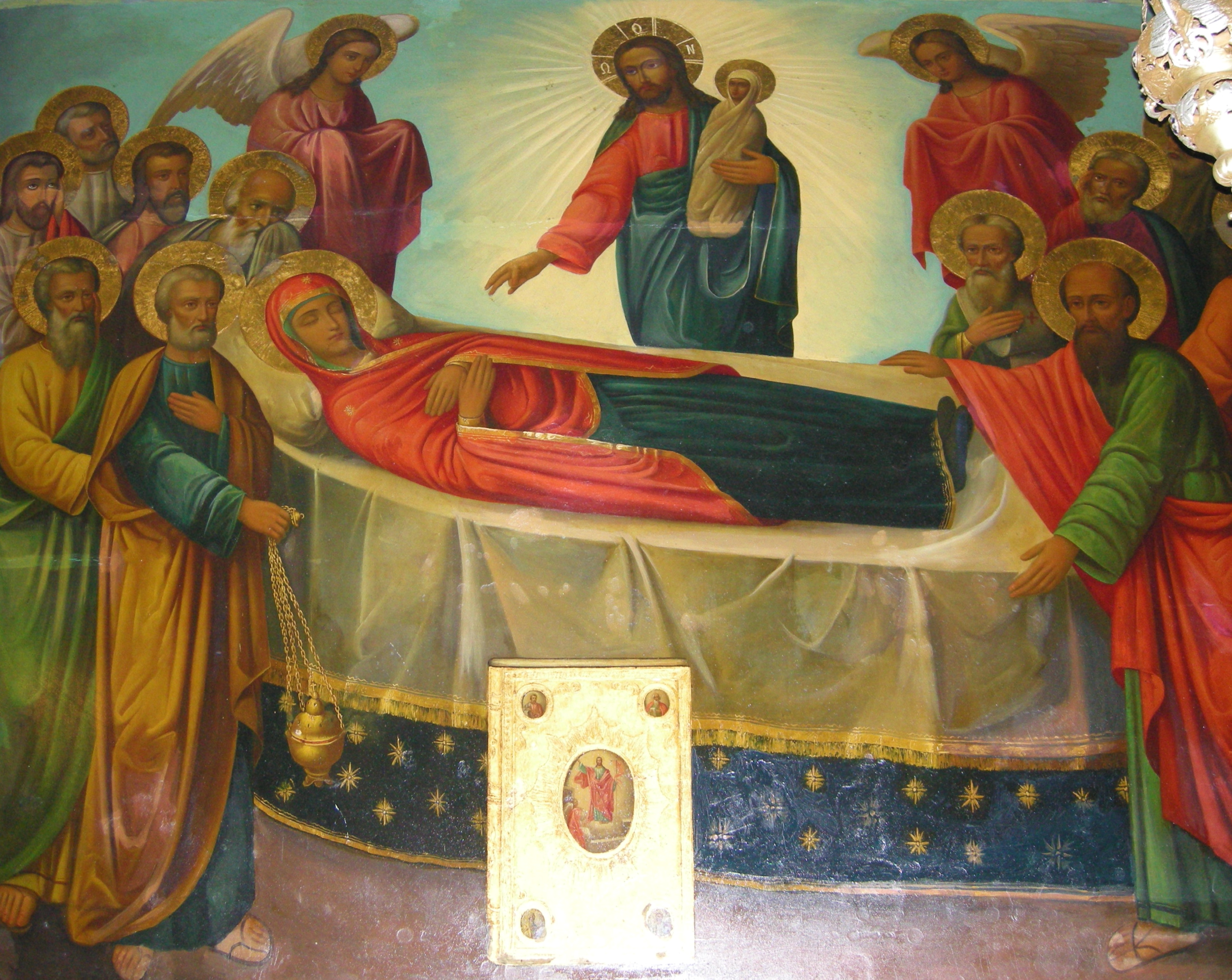
神の母の就寝を描いたイコン。